# Clio Ferracuti
Clio Ferracuti (10 de octubre de 1996) es una deportista italiana que compite en karate, en la modalidad de kumite.
Ganó una medalla en el Campeonato Mundial de Karate de 2021 y cinco medallas en el Campeonato Europeo de Karate entre los años 2018 y 2023. En los Juegos Europeos de Cracovia 2023 consiguió una medalla de plata.

## Palmarés internacional
| Campeonato Mundial | Campeonato Mundial      | Campeonato Mundial | Campeonato Mundial |
| Año                | Lugar                   | Medalla            | Prueba             |
| ------------------ | ----------------------- | ------------------ | ------------------ |
| 2021               | Dubái (EAU)             | Medalla de bronce  | Por equipos        |
| Juegos Europeos    |                         |                    |                    |
| Año                | Lugar                   | Medalla            | Prueba             |
| 2023               | Bielsko-Biała (Polonia) | Medalla de plata   | +68 kg             |
| Campeonato Europeo |                         |                    |                    |
| Año                | Lugar                   | Medalla            | Prueba             |
| 2018               | Novi Sad (Serbia)       | Medalla de plata   | Por equipos        |
| 2019               | Guadalajara (España)    | Medalla de bronce  | Por equipos        |
| 2021               | Porec (Croacia)         | Medalla de bronce  | Por equipos        |
| 2023               | Guadalajara (España)    | Medalla de bronce  | +68 kg             |
| 2023               | Guadalajara (España)    | Medalla de bronce  | Por equipos        |